# SIG Sauer P228
SIG Sauer P228 — самозарядний пістолет швейцарсько-німецької компанії SIG Sauer. Пістолет був випущений вперше в 1989 році. Надалі його виробництво було налагоджено на заводі Sauer в Німеччині. Був створений як компактний варіант SIG Sauer P226 для правоохоронних органів.

## Опис
SIG Sauer P228 був розроблений в 1989 році на німецькому філіалі компанії SIG Sauer — Sauer. Цей пістолет створювався як компактніший варіант пістолета SIG Sauer P226 для правоохоронних органів і армії США. Сама модель вийшла доволі вдалою і набула популярності, тому досі виробляється, продається і використовується силовими органами по всьому світу, а також вдало продається на цивільному ринку. Пістолет Р228 використовують ФБР, DEA і Секретна служба США. Р228 також перебуває на озброєнні в США як табельна зброя деяких категорій військовослужбовців під позначенням М11.

## Конструкція
SIG Sauer P228 є компактною моделлю P226, тому в його конструкції немає принципових змін в порівнянні з P226. Пістолет P228 використовують для перезарядження енергію віддачі при короткому ході ствола. Замикання ствола здійснюється за модифікованою схемою Браунінга — одним потужним виступом на казенній частині ствола за вікно для викиду гільз. Зниження ствола для відмикання здійснюється при взаємодії фігурного вирізу в припливі під казенною частиною ствола зі сталевим вкладишем рамки. Сама рамка пістолета виконана з алюмінієвого сплаву, пістолети останніх випусків також можуть мати більш важку рамку з нержавіючої сталі. Кожух затвора виконаний штампуванням із сталевого листа, в його задній частині знаходиться масивний сталевий вкладиш — затвор, жорстко закріплений поперечним штифтом. Ударно-спусковий механізм — самозарядний, з відкрито розташованим курком і автоматичним блокуванням ударника при ненатиснутому спусковому гачку. Неавтоматичних запобіжників пістолет не має, на лівій стороні рамки позаду спускового гачка розташований важіль безпечного спуску курка з бойового взводу. Прицільні пристосування відкриті, на службових варіантах — нерегульовані, з білими або світлими вставками. Цілик встановлений на затворі в поперечному пазу типу «ластівчин хвіст». Магазини дворядні, засувка магазина розташовується збоку на рукоятці.

## Оператори
- Бангладеш
- Франція
- Індонезія
- Ірландія
- Ізраїль
- Люксембург
- Малайзія
- Пакистан
- Філіппіни
- Польща
- Португалія
- Швеція
- Швейцарія
- ОАЕ
- Велика Британія
- США